# Omni Air International
Omni Air International, LLC è una compagnia aerea charter con sede nell'Hangar 19 dell'aeroporto Internazionale di Tulsa, a Tulsa, Oklahoma. È specializzata in voli charter passeggeri e nel wet leasing di tipo Aircraft Crew Maintenance Insurance (ACMI), con il quale fornisce aereo, equipaggio, manutenzione e assicurazione. Omni è certificata FAA Part 121 con registrazione IATA Operational Safety Audit (IOSA).
Omni Air International è una delle poche aerolinee inclini a collaborare con l'Immigration and Customs Enforcement (ICE) per le espulsioni controverse (a volte definite "ad alto rischio"). Per il ruolo ricoperto nell'espulsione di 163 persone il 18 novembre 2019, Omni Air ha addebitato ai contribuenti statunitensi 1,8 milioni di dollari. Nel 2020, Omni Air ha ottenuto un contratto di 77,65 milioni dal Dipartimento della Difesa per "trasporto in ambito internazionale".

## Storia

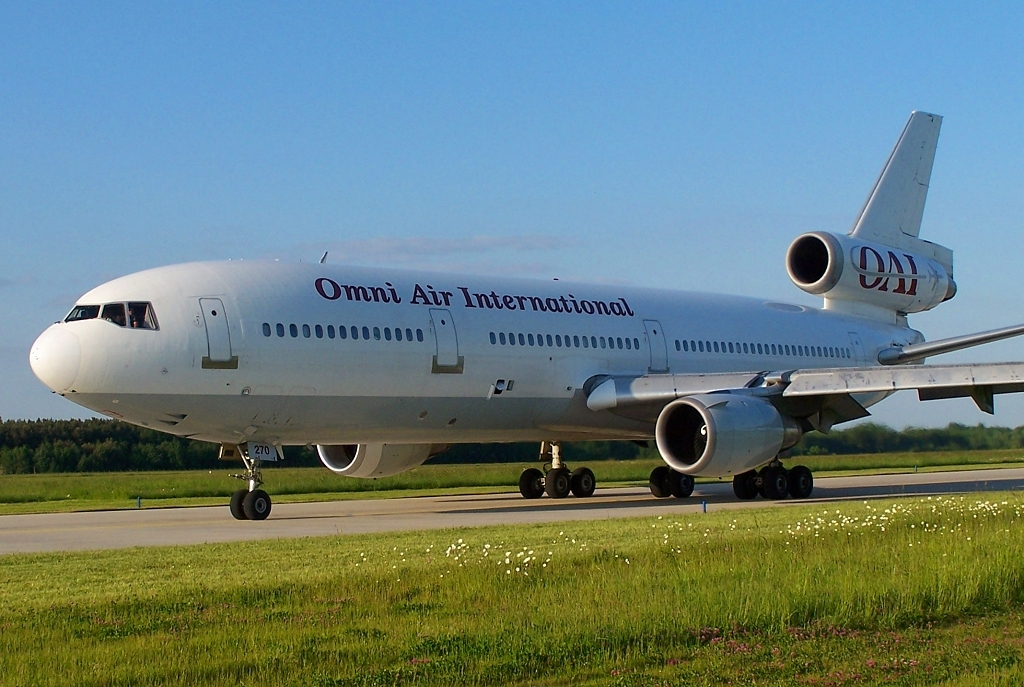
Uno dei DC-10 acquisiti dalla compagnia alla fine degli anni novanta.

La società fu fondata nel marzo 1983 con la ragione sociale Continental Air Transport ma poco è dato di sapere sui primi anni di attività. Qualcuno ha addirittura dubitato che abbia mai avuto in dotazione un solo velivolo. Nel marzo 1993 appare, quasi dal nulla, Omni Air Express con alcuni Boeing 727, sia in versione passeggeri che merci. Con questi trascorre alcuni anni effettuando voli a domanda un po' in tutto il mondo conosciuto. Tra i clienti c'erano talvolta molte delle più grandi società di spedizioni collettame quali BAX Global, DHL, Emery Worldwide e UPS.
Nel 1997 la compagnia cambiò nome in Omni Air International e avviò il trasporto passeggeri con un McDonnell Douglas DC-10-10.
Nell'anno successivo la società vendette la flotta di Boeing 727 per concentrarsi esclusivamente sulla crescente attività passeggeri. Dal 1998 al 2000 furono acquistati tre McDonnell Douglas DC-10-30 a lungo raggio e iniziarono voli internazionali per aziende di commercio all'ingrosso, società di navigazione (crociera), noleggi vari con o senza equipaggio, manutenzione e assicurazione (ACMI) per altre compagnie aeree e il Dipartimento della Difesa degli Stati Uniti.
Nell'aprile 2003 furono introdotti in flotta i primi Boeing 757-200, autorizzati per operazioni secondo le norme ETOPS. Boeing 767-300ER furono aggiunti a partire dall'agosto 2009 e  Boeing 777-200ER nell'aprile 2011. Nello stesso anno entravano in linea anche Boeing 767-200ER. Nel 2011 Omni radiava i McDonnell Douglas DC-10 e otteneva la registrazione IATA Operational Safety Audit (IOSA). Nel 2012 anche i Boeing 757 furono dismessi.
Il 2 ottobre 2018, Air Transport Services Group (ATSG) annunciava che avrebbe comprato la società previa approvazione normativa. Il 9 novembre ATSG completava l'acquisto per 845 milioni di dollari. Nel settembre dell'anno seguente, Omni partecipava al più grande rimpatrio di cittadini britannici in tempo di pace dopo il catastrofico crollo di Thomas Cook Airlines.
Nell'agosto 2021, il presidente degli Stati Uniti Biden ha attivato la flotta aerea della riserva civile, utilizzando 18 aerei di sei compagnie aeree commerciali per evacuare i fuggitivi dall'Afghanistan verso il Medio Oriente e l'Europa. Secondo il Pentagono, l'attivazione ha coinvolto tre aerei di Omni Air.

## Flotta

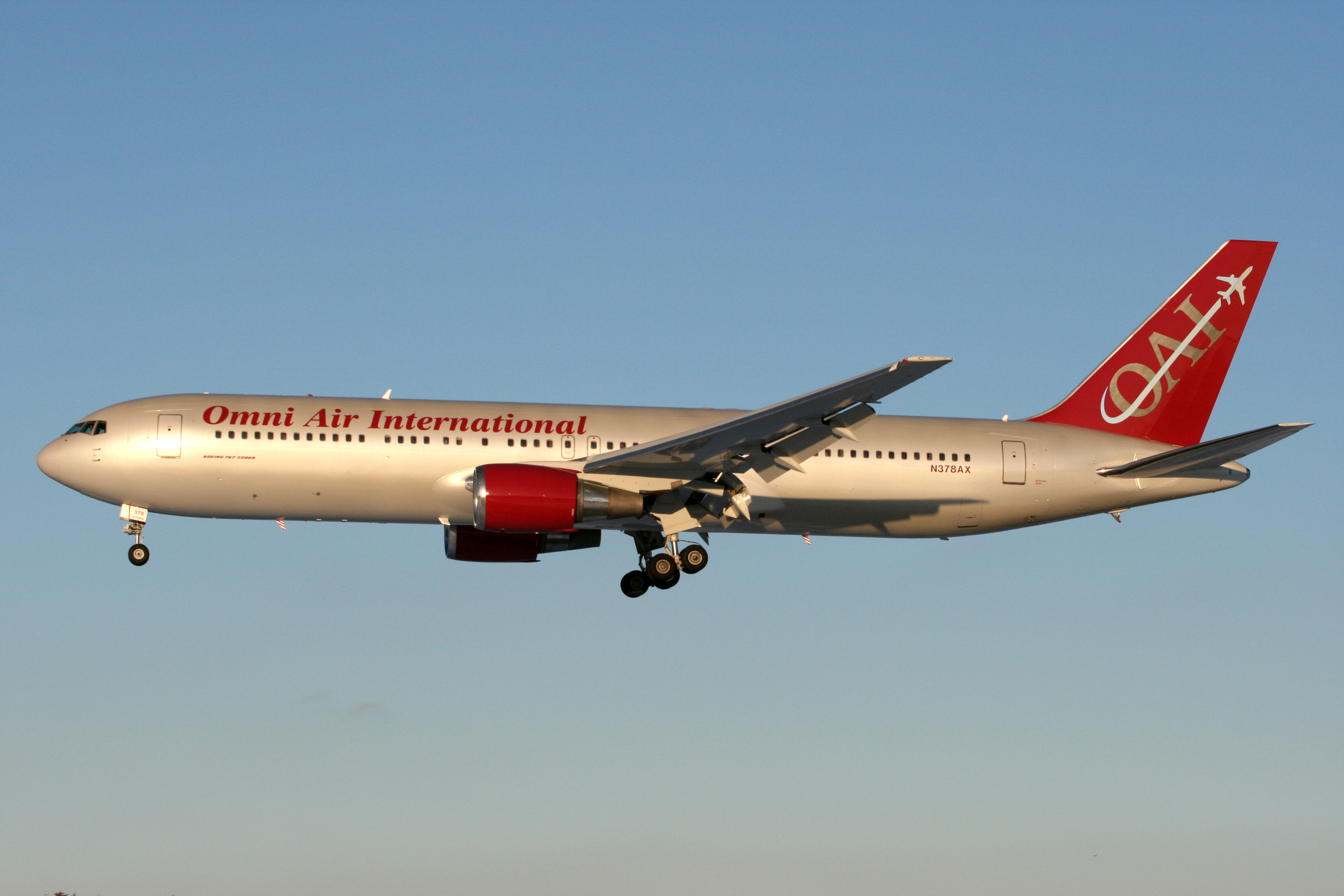
Un Boeing 767-300ER.

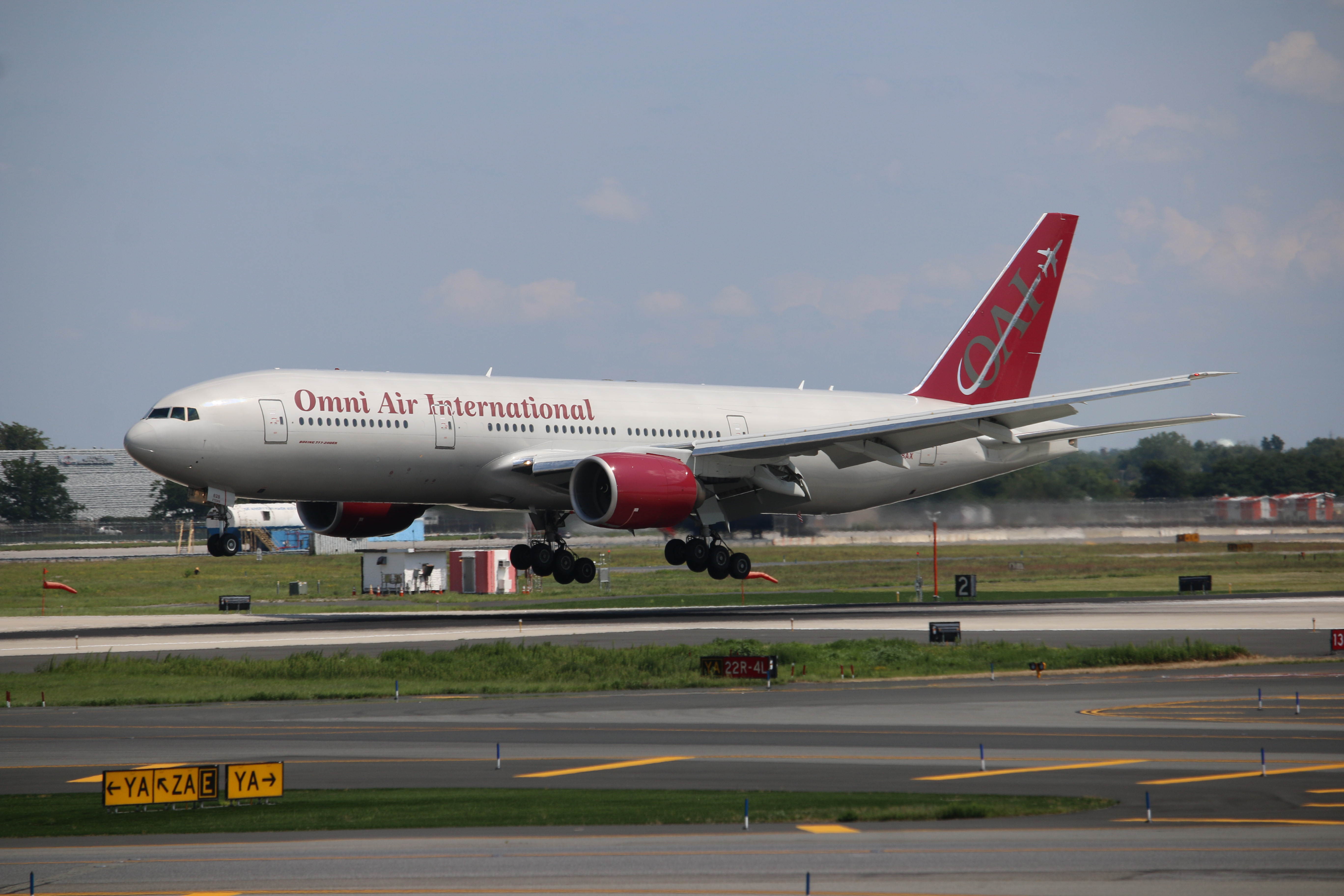
Un Boeing 777-200ER.

### Flotta attuale
A dicembre 2022 la flotta di Omni Air International è così composta:

### Flotta storica
Omni Air International ha operato in precedenza con:
- Boeing 727-200F
- Boeing 757-200
- McDonnell Douglas DC-10-10
- McDonnell Douglas DC-10-30